# Luftskipsmuseet på Spitsbergen

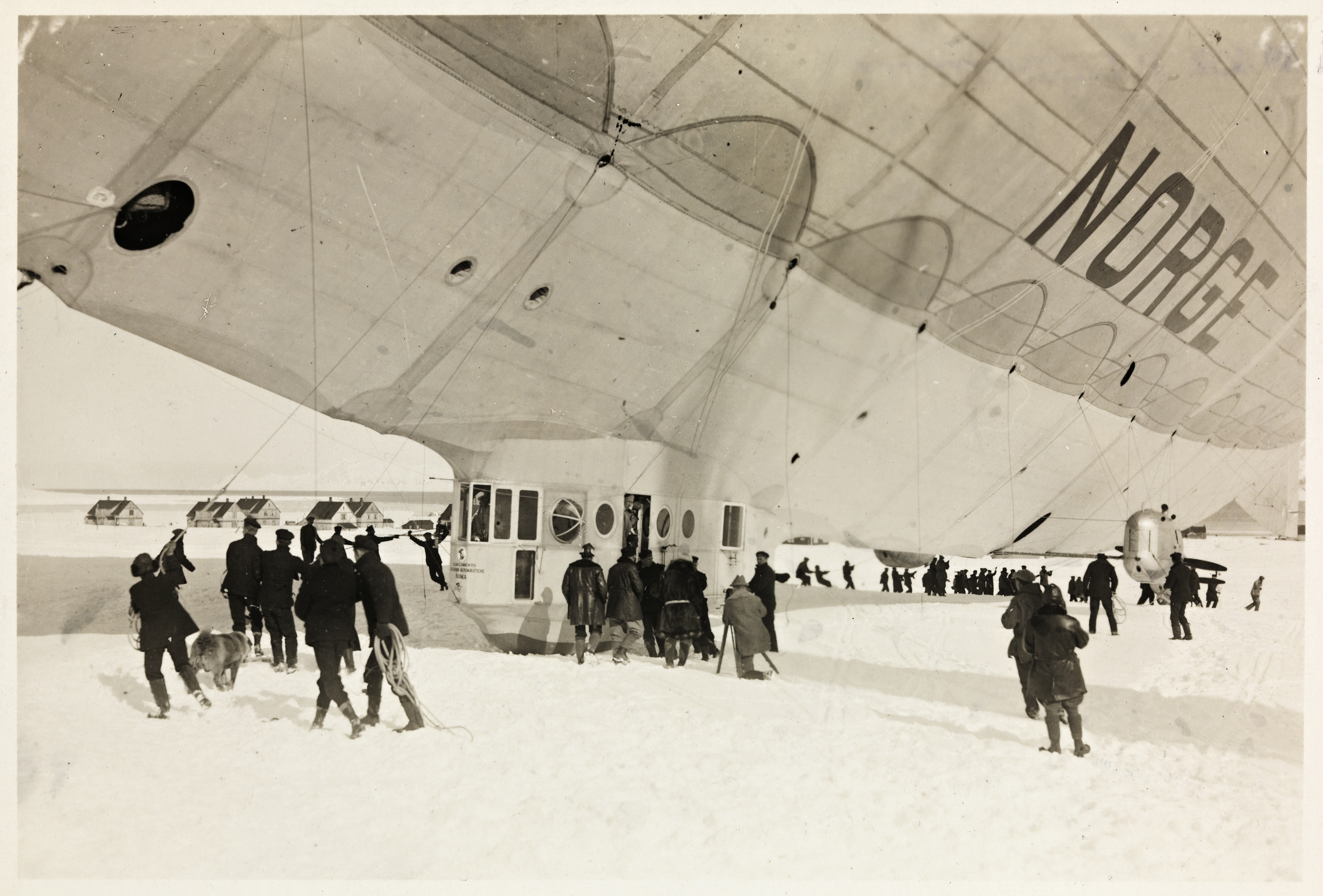
Luftskeppet Norge i Ny-Ålesund i maj 1926.

Luftskipsmuseet på Spitsbergen tillkom i norskt-italienskt samarbete och öppnades 2008. Det ligger sedan 2012 i en byggnad i hamnområdet strax nedanför Universitetscentret på Svalbard. 
Museet behandlar de luftskeppsexpeditioner som startat från Svalbard:
- Walter Wellmans tre misslyckade försök med luftskepp 1906, 1907 och 1909 från Virgohamna på Danskön, med luftskeppet America
- Roald Amundsen och Lincoln Ellsworths expedition 1926 med luftskeppet Norge från Ny-Ålesund
- Umberto Nobiles expedition med luftskeppet Italia 1928 från Ny-Ålesund

Också uppmärksammad på museet är Salomon August Andrées polarexpedition  med luftballong 1897 och eftersökningarna efter denna. Bland utställda föremål finns det ordensband som Italiens diktator Benito Mussolini gav till Umberto Nobile, samt delar av luftskeppet Norges loggbok.

## Bildgalleri

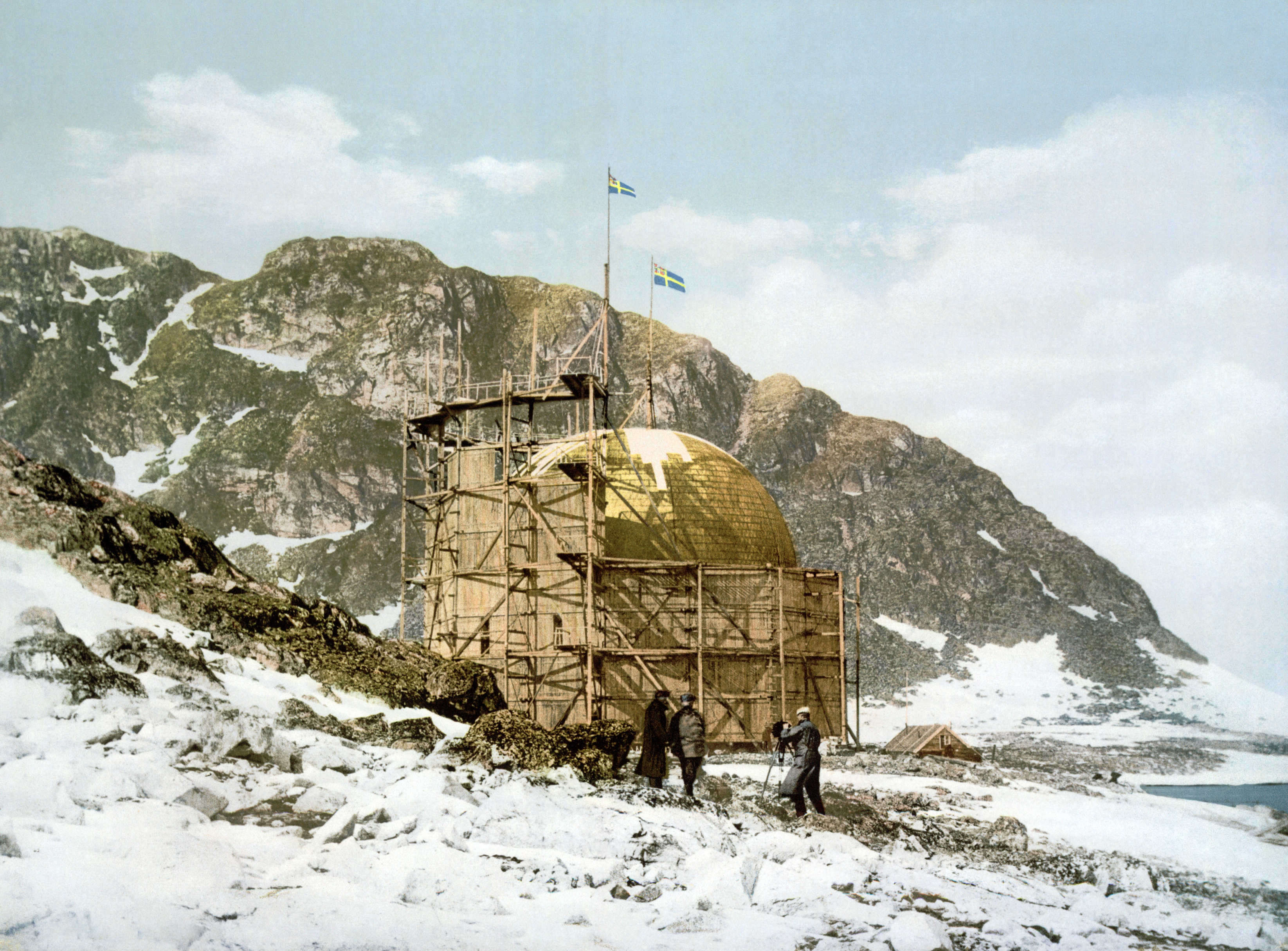
Andrées ballonghus på Danskön
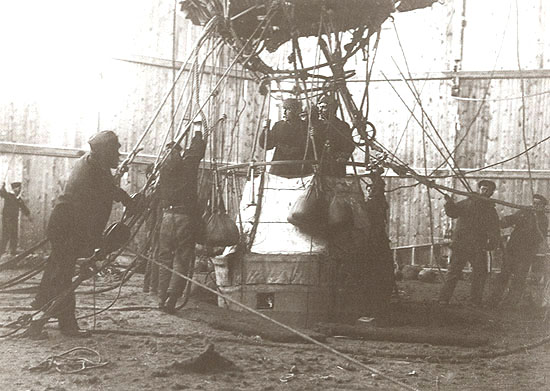
Andrées polarexpedition 1897
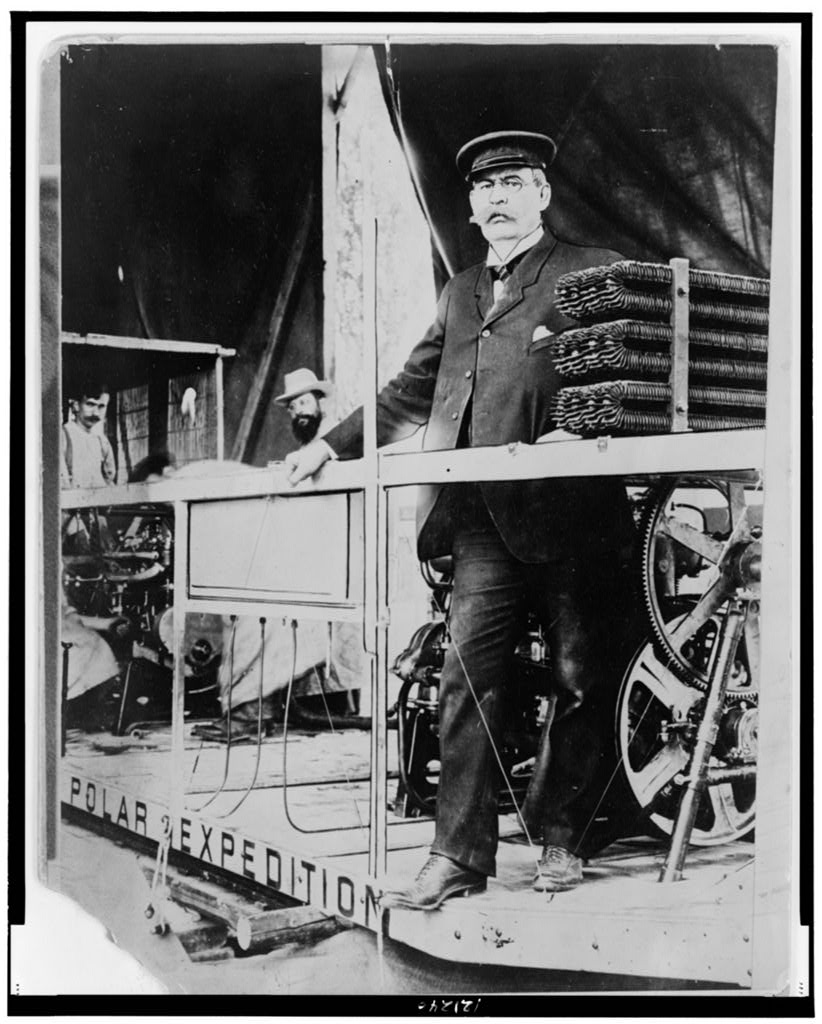
Walter Wellman fotograferad ombord på luftskeppet America
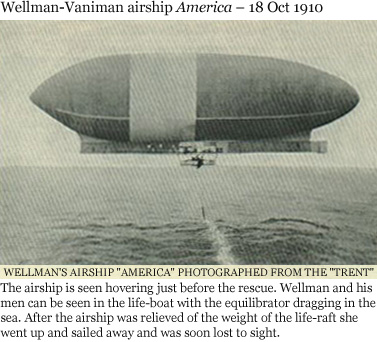
Walter Wellmans luftskepp America
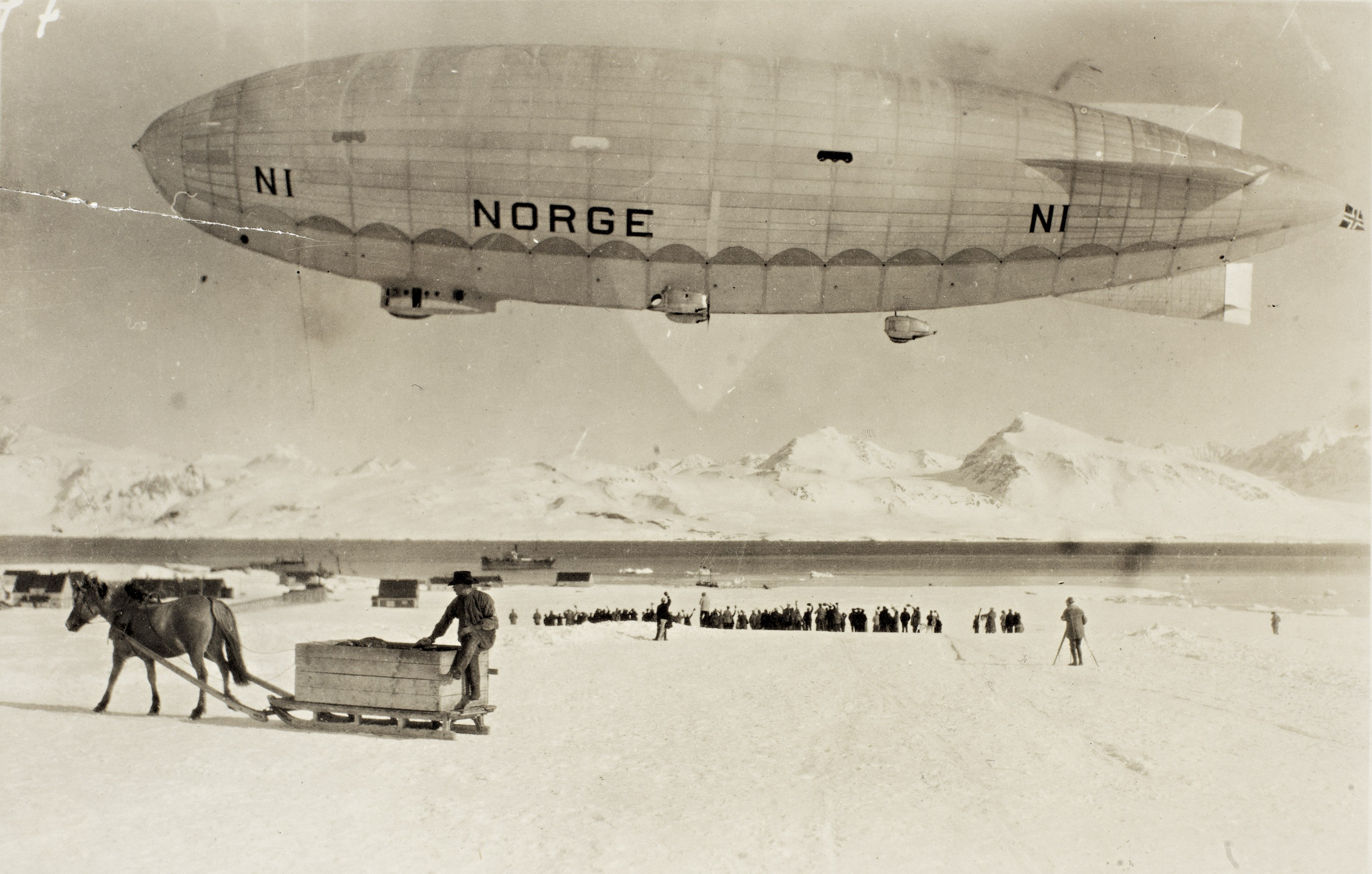
Luftskeppet Norge över Ny-Ålesund
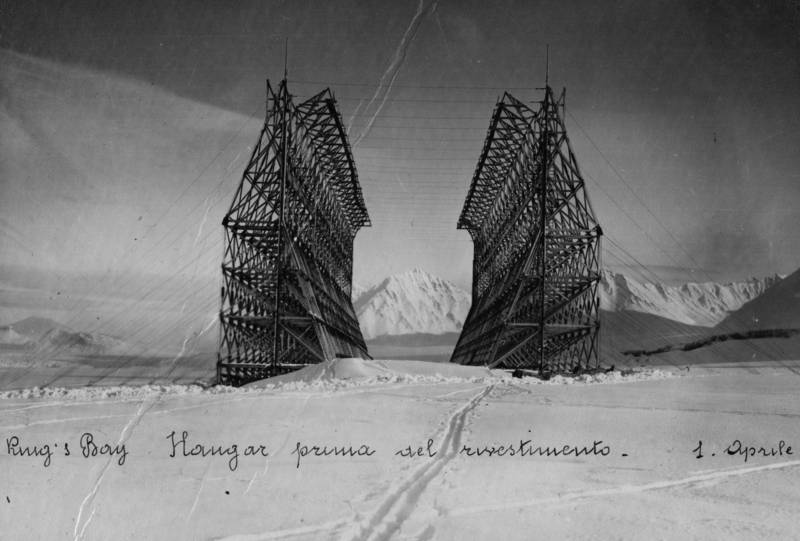
Luftskeppshangar i Ny-Ålesund 1926
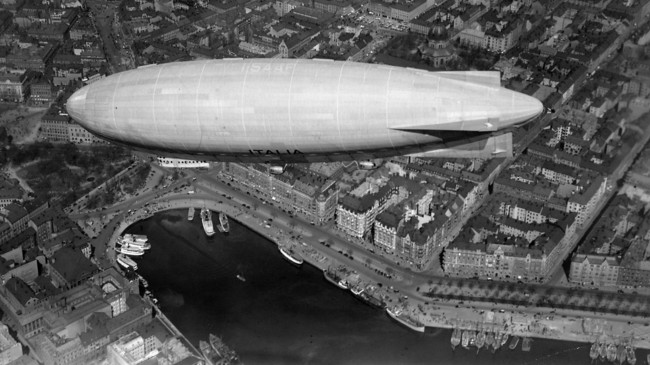
Italiaexpeditionen över Stockholm 1928